# Árkádia Fényeinek Spirituális Egyháza
Az Árkádia Fényeinek Spirituális Egyháza 2005-ben alapított gyógyító, new age típusú felekezet.

## Alapelvek
Az egyház alapelve, hogy:
- Minden él, minden egy, és minden mindennel kommunikál.
- Ahol a figyelmem, ott van az energiám, és ahol az energiám, azt építem.

## Kritikák
Az egyházzal szemben több kritika is megfogalmazódott: 
Az egyház vezetője hivatásos ördögűző (ellentétben a katolikus egyház papjaival), ezen szertartásairól az RTL Klub Fókusz című műsora készített riportot. 
Az egyház egyik szertartásán előfordult, hogy lóáldozatot mutattak be.
2012-ben a Nemzeti Választási Bizottság közokirat-hamistás miatt tett feljelentést. A szervezet az országos népi kezdeményezés keretében indított aláírásgyűjtésével azt akarta elérni, hogy az Országgyűlés egyházként ismerje el, de több, az egyház által leadott aláírásgyűjtő ív nem egyezett meg a hivatalos, hitelesített ívvel 